# Pharacocerus ebenauensis
Pharacocerus ebenauensis är en spindelart som beskrevs av Embrik Strand 1908. Pharacocerus ebenauensis ingår i släktet Pharacocerus och familjen hoppspindlar. Inga underarter finns listade i Catalogue of Life.